# Afrida charientisma
Afrida charientisma är en fjärilsart som beskrevs av Dyar 1913. Afrida charientisma ingår i släktet Afrida och familjen trågspinnare. Inga underarter finns listade i Catalogue of Life.